# Anika Bozicevic
Anika "Lillis" Bozicevic, född 8 november 1972, är en svensk före detta fotbollsspelare.
Bozicevic fostrades i IFK Värnamo men gick sedan till Malmö FF, där hon spelade 1994–1997 och var med och vann SM-guld 1994. Hon spelade 2 A-landskamper (0 mål) för Sverige, och var med i truppen i VM 1995.